# 家族にサルーテ!イスキア島は大騒動
『家族にサルーテ!イスキア島は大騒動』（かぞくにサルーテ イスキアとうはおおそうどう、A casa tutti bene）は2018年のイタリアのドラマコメディ映画。
監督はガブリエレ・ムッチーノ、出演はステファノ・アコルシとカロリーナ・クレシェンティーニなど。
イタリアのイスキア島を舞台に、老夫婦の金婚式を祝うために集まった総勢19人の家族や親戚一同が繰り広げる騒動を、イタリア映画界の新旧を代表する俳優たちを起用して描いた群像ドラマ。
本国イタリアでは観客動員150万人を超すヒットを記録している。

## ストーリー
イタリアのイスキア島で穏やかに隠居生活を送っている老夫婦、ピエトロとアルバの金婚式を祝うため、家族や親戚一同が島にやってくる。屋敷で盛大に行われた食事会は無事に終わるが、悪天候による高波のためにフェリーが欠航し、全員が島に足止めされることとなる。その結果、新しい愛も生まれるものの、抱えていた不満や嫉妬から、もつれた愛憎劇や喧嘩騒ぎが起きてしまう。
嵐のような2夜が過ぎ、フェリーの運行が再開されると、それぞれは新たな一歩を示唆しながら家路につく。

## キャスト
- ピエトロ: イヴァノ・マレスコッティ（イタリア語版） - 成功したレストランの元経営者。
- アルバ: ステファニア・サンドレッリ - ピエトロの妻。夫の浮気に耐えて来た。
- カルロ: ピエルフランチェスコ・ファヴィーノ - ピエトロとアルバの長男。レストラン経営を父親から引き継いでいる。
- ジネーヴラ: カロリーナ・クレシェンティーニ（イタリア語版） - カルロの現在の妻。先妻エレットラに激しく嫉妬している。
- アンナ: エレナ・ミニキエッロ - カルロとジネーヴラの幼い娘。
- エレットラ: ヴァレリア・ソラリーノ（イタリア語版） - カルロの元妻。ピエトロとアルバから実の娘のように愛されている。
- ルナ: エリザ・ヴィザーリ - カルロとエレットラの年頃の娘。
- エドアルド: レナート・ライモンディ - ルナの友だち以上恋人未満の少年。
- サラ: サブリナ・インパッチャトーレ（イタリア語版） - ピエトロとアルバの長女。レストラン経営を父親から引き継いでいる。
- ディエゴ: ジャンパオロ・モレッリ（イタリア語版） - サラの夫。
- ヴィットリオ: クリスチャン・マルコンチーニ - サラとディエゴの幼い息子。
- パオロ: ステファノ・アコルシ - ピエトロとアルバの次男で末っ子。作家。離婚歴あり。
- イザベッラ: エレナ・クッチ（イタリア語版） - 親戚。夫ジュゼッペとはほぼ別居状態。パオロと惹かれ合う。
- クリスティーナ: エレナ・ラピサルダ - イザベッラの幼い娘。母親とパオロの関係を目撃して混乱する。
- マリア: サンドラ・ミーロ（イタリア語版） - ピエトロの姉。
- サンドロ: マッシモ・ギーニ（イタリア語版） - マリアの長男。アルツハイマー型認知症。
- ベアトリーチェ: クラウディア・ジェリーニ（イタリア語版） - サンドロの歳の離れた妻。夫の介護に疲れている。
- リッカルド: ジャン・マルコ・トニャッツィ（イタリア語版） - マリアの次男。トラブルメーカー。金に困っている。ピアノと歌が得意。
- ルアナ: ジュリア・ミケリーニ（イタリア語版） - リッカルドの妻。妊娠中。
- 司祭: ジャンフェリーチェ・インパラート（イタリア語版） - 金婚式の儀式を執り行う。
- アリアーナ: テア・ファルコ（イタリア語版） - ディエゴの愛人。パリでディエゴを待っている。

## 受賞歴
| 賞                                   | 部門                   | 対象                                                                                          | 結果       |
| ------------------------------------ | ---------------------- | --------------------------------------------------------------------------------------------- | ---------- |
| 第64回ダヴィッド・ディ・ドナテッロ賞 | 助演男優賞             | マッシモ・ギーニ                                                                              | ノミネート |
| 第64回ダヴィッド・ディ・ドナテッロ賞 | 作曲賞                 | ニコラ・ピオヴァーニ                                                                          | ノミネート |
| 第64回ダヴィッド・ディ・ドナテッロ賞 | オリジナル歌曲賞       | 「L'invenzione di un poeta」 作詞: アイシャ・チェラーミ 作曲: ニコラ・ピオヴァーニ 唄: トスカ | ノミネート |
| 第64回ダヴィッド・ディ・ドナテッロ賞 | 観客賞                 |                                                                                               | 受賞       |
| 第73回ナストロ・ダルジェント賞       | 監督賞                 | ガブリエレ・ムッチーノ                                                                        | ノミネート |
| 第73回ナストロ・ダルジェント賞       | プロデューサー賞       | Lotus Production レオーネ・フィルム・グループ ライ・チネマ マルコ・ベラルディ                 | ノミネート |
| 第73回ナストロ・ダルジェント賞       | 脚本賞                 | ガブリエレ・ムッチーノ パオロ・コステッラ サブリナ・インパッチャトーレ（協力）                | ノミネート |
| 第73回ナストロ・ダルジェント賞       | 編集賞                 | クラウディオ・ディ・マウロ                                                                    | ノミネート |
| 第73回ナストロ・ダルジェント賞       | 作曲賞                 | ニコラ・ピオヴァーニ                                                                          | ノミネート |
| 第73回ナストロ・ダルジェント賞       | 特別賞                 | キャスト全員                                                                                  | 受賞       |
| 第73回ナストロ・ダルジェント賞       | ニーノ・マンフレディ賞 | クラウディア・ジェリーニ                                                                      | 受賞       |